# Décimo Junio Bruto (cónsul 77 a. C.)
Décimo Junio Bruto  fue un político romano de la era tardorrepublicana que ocupó el consulado en 77 a. C.

## Carrera política
Era hijo de Décimo Junio Bruto Galaico, quien ocupó el consulado en 138 a. C. Debió nacer antes del 120 a. C., año en el que murió su padre. Aparece por primera vez en las fuentes en el 100 a. C., siendo todavía muy joven, oponiéndose a las medidas de Lucio Apuleyo Saturnino. Perteneció al partido optimates y participó en la revuelta de Marco Lépido contra Quinto Cátulo. Ocupó el consulado en 77 a. C. junto a Mamerco Emilio Lépido Liviano, y en 74 a. C. estuvo en contra de Verres durante el juicio de este. Todavía estaba vivo en 63 a. C., cuando su esposa Sempronia, mientras él estaba de viaje, seducida por Catilina, estuvo involucrada en su conspiración contra el estado al recibir a los embajadores de los alóbroges en casa de su marido cuando este estaba ausente de Roma.